# Colline del Po
Le Colline del Po sono una catena di rilievi di modesta altezza che costeggiano il Po torinese sulla sponda destra, a est della città di Torino. Un tempo conosciute come la Montagna di Torino, oggi sono prevalentemente note con la denominazione di Collina Torinese, il cui toponimo identifica l'omonimo vino DOC.

## Confini
Le Colline del Po sono separate dalla Pianura Padana a nord e ad ovest dal fiume Po. Il torrente Leona e il rio della Montata (un piccolo corso d'acqua che da Berzano di San Pietro scende verso Castelnuovo Don Bosco) vengono tradizionalmente considerati dai geologi il limite tra la Collina Torinese e il Monferrato. Il limite meridionale dell'area invece di solito viene fatto coincidere con l'asse stradale Castelnuovo Don Bosco-Cambiano-Moncalieri.

## Idrografia
L'area delle Colline del Po è attraversata da un marcato spartiacque con andamento ovest/est. A sud di questa linea le acque meteoriche vengono convogliate nel Po nei pressi di Moncalieri da un reticolo idrografico piuttosto sviluppato tramite i bacini idrografici del Banna e del Tepice. I rii che scendono verso ovest e che attraversano la parte più orientale della città di Torino sono invece tutti molto brevi e ripidi. Anche le acque che scendono verso nord sono raccolte da corsi d'acqua di modesta lunghezza e portata che solo in un paio di casi (torrente Leona e rio di Valle Maggiore) danno origine a un reticolo idrografico secondario di una certa complessità e sviluppo.

## Descrizione
Il rilievo più elevato è il Bric della Maddalena a 715 m s.l.m., vicino al quale sorge il Bric della Croce di simile altezza (712 m). Altre cime sono Superga (672 m), il Bric San Vito (614 m), il Monte Cervet (578 m) e il monte Calvo (592 m). Spostandosi verso nord-est l'altezza dei rilievi tende a diminuire; una delle colline più alte di questa zona è il Bric del Vaj (583 m), dal quale prende il nome la Riserva naturale del Bosco del Vaj.
L'origine dei rilievi è legata all'orogenesi appenninica. Tali colline erano originariamente isole del Mare Padano.
Parte dell'area è naturalisticamente protetta dal Parco naturale della Collina Torinese.
La lunghissima presenza antropologica ha lasciato diverse testimonianze storiche sulle quali spicca la Basilica di Superga.

## Escursionismo
La Collina Torinese è percorsa da una fitta rete di sentieri e fa parte del comprensorio sentieristico ETOC1 - Torino e Collina Torinese. Al 2003 i percorsi segnati e numerati erano quattordici, per un totale di 70 km di cammini. Da segnalare anche l'itinerario di trekking Grande Traversata della Collina, che si svolge tra Chivasso e Moncalieri.

## Biosfera
Le Colline del Po, congiuntamente al Parco del Po Torinese, dal 2016 sono riconosciute riserva della biosfera dall'UNESCO.